# Костадин Халачев
Костадин (Костантин) Григоров Халачев е опълченец-поборник, български офицер, подпоручик, командир на XIII – а рота от V- и пехотен Дунавски полк през Сръбско-българската война (1885).

## Биография
Костадин Халачев е роден на 22 януари 1861 в Свищов. Учи в Свищовското градско училище, по-късно емигрира в гр. Зимнич, Влашко, а от там в Турну Мъгуреле, където бил чирак. През 1876 г. избухва Сръбско-турската война и 15-годишният Костадин се записва като доброволец. Участва в сраженията при Гредетин, Бабина глава и др.

### Руско-турска война (1877 – 1878)
При избухването на Руско-турската война (1877-1878) Халачев заминава за Плоещ, където се записва като доброволен в Българското опълчение. Зачислен е в III- а рота на V- а Опълченска дружина. Участва в битките при Стара Загора, Шипка и при овладяването на шейновския укрепен лагер. Отличава се и е награден с Георгиевски кръст „За храброст“ IV степен. По-късно, му е връчен и войнишки кръст „За храброст“.

### Български офицер
След войната, Халачев се занимава с търговия. По-късно заминава за София, където посещава частни уроци, за да може да се подготви за приемния изпит във Военното училище. Приет е през 1881 г. и на 17 септември младият юнкер престъпва прага на училището. Завършва през 1884 г., като на 30 август е произведен е в първо офоцерско звание подпоручик. Назначен в Силистренската дружина, която при формирането на първите осем български полкове влиза в състава на V- и пехотен Дунавски полк.

### Сръбско-българска война (1885)
През Сръбско-българската война (1885) командва XIII -а рота (според Мамарчев. Портрети и кратки биографически свъдения за загиналитъ български офицери и портупей-юнкери въ войната съ Сърбия презъ 1885 г.) на V – и пехотен Дунавски полк, който влиза в състава на Трънския отряд. Участва в боевете за изтласкването на Шумадийската дивизия на левия фланг на българските части и в боя на връх Плоча, югозападно от с. Банкя. Подпоручик Костадин Халачев загива на 3 ноември 1885 г. в боя при Трън. Погребан е в гр. Трън.

## Награди
- Войнишки кръст „За храброст“ IV степен
- Руски „Георгиевски кръст“ IV степен